# Az osztrák–magyar forint pénzérméi
A porosz-osztrák háborúnak az Osztrák Császárság pénzrendszere szempontjából két fontos következménye volt: a kiegyezés, illetve Ausztria kizárása az Egyletből (németül Deutsche Münzverein). A létrejővő Osztrák–Magyar Monarchia ugyan megtarthatta a 45 forintos ezüstpénzlábat (így megmaradt az osztrák értékű forint elnevezés is), de egyleti tallérokat vagy egyleti szabvány szerinti aranykoronásokat nem verhetett. Az amerikai ezüsttermelés fokozódása azonban mindjobban csökkentette az ezüst piaci árfolyamát, ami bizonytalanságnak tette ki az ezüstalapú valutákat. Ez egyre sürgetőbbé tette az aranyalapra való áttérést, így a Monarchia (a dukátok verése mellett) 1870-ben megkezdte a Latin Éremunió szabványa szerinti aranypénzek verését. Az osztrák-magyar veretek egyedülállóak voltak abból a szempontból, hogy az értékjelzést frankban és forintban is feltüntették, a forint névérték azonban nem volt kötelező érvényű. Mindenesetre az aranyalapú valuta névleges aranytartalma 0,72858 (45/62) gramm volt forintonként, míg a törvényes ezüstvaluta 11,111 (100/9) gramm színezüstöt tartalmazott forintonként, tehát az arany-ezüst névlegesen rögzített értékaránya 1:15,3 volt, amely az ezüst értékét 1,25%-kal erősebben határozta meg az arannyal szemben, mint az 1:15,5 arányt használó éremuniós szabvány. Ez az áttérési kísérlet sikertelen volt, az aranyforintok megmaradtak kereskedelmi érmének, melyek elfogadása nem volt kötelező. Az ezüst árfolyamának további esése oda vezetett, hogy 1878 után az ezüstpénzek névértéke meghaladta a bennük lévő ezüst értékét, emiatt 1879-től megszüntették az ezüst szabad veretésének jogát. Az aranyalapra való sikeres áttérést a koronapénzrendszer bevezetése jelentette.
További változást jelentett az 1766-ban bevezetett alfabetikus birodalmi verdejelölés megszűnése. A kiegyezés előtt Bécs (alfabetikus verdejegy: A), Körmöcbánya (B), Gyulafehérvár (E), Milánó (M) és Velence (V) pénzverdéiben készültek az osztrák fémpénzek. A Lombard–Velencei Királyság pénzverdéiben (Milánó és Velence) 1866 után már nem készülhettek osztrák pénzek, mivel a tartomány az 1866. évi porosz-osztrák háborút lezáró bécsi békeszerződés értelmében az egységes Olasz Királyság része lett. Körmöcbánya és Gyulafehérvár pénzverdéit fenntartották a magyar pénzverés számára (egyúttal visszatértek a K.B. és Gy.F. hagyományos verdejelöléshez), osztrák veretek itt már csak elvétve készültek. 1872-től az osztrák veretekről elhagyták a verdejegyet is.

## Ausztriai veretek
Az ausztriai veretek az 1857-ben bevezetett éremképek több-kevesebb módosításával készültek a bécsi pénzverdében. A Lombard–Velencei Királyság elvesztése miatt a HVNG·BOH·LOMB·ET VEN· GAL·LOD·ILL·REX A·A·1 uralkodói titulatúra 1867-től az HVNGAR·BOHEM·GAL·LOD·ILL·REX A·A·2 változatra módosult. Lecsökkent a címletek száma is, négy- és ötkrajcárost a kiegyezés után már nem vertek. A tíz és húszkrajcárosok hátlapját áttervezték: a SCHEIDE MÜNZE3 feliratot elhagyták, míg az értékjelzést az Osztrák Császárság kiscímerének címerpajzsára helyezték. Megjelentek a Latin Éremunió szabványa szerinti aranypénzek is.
Különleges részét képezik a kor éremművészetének az emlékpénzek, illetve a lövésztallérok. Az emlékpénzek bányászati témájúak, a lövésztallérokat a lövészegyletek országos versenyeire adták ki. Ezek az érmék is a forintszabvány szerint készültek, de készültek más (tallér vagy dukát) szabvány szerint is emlékpénzek (lásd ott).
| Kép                                            | Kép            | Névérték            | Műszaki paraméterek | Műszaki paraméterek | Műszaki paraméterek | Leírás                                                | Leírás                                                                                                | Leírás | Dátumok        |
| Előlap                                         | Hátlap         | Névérték            | Átmérő              | Tömeg               | Összetétel          | Perem                                                 | Előlap                                                                                                | Hátlap | Első veret     |
| Forgalmi érmék                                 | Forgalmi érmék | Forgalmi érmék      | Forgalmi érmék      | Forgalmi érmék      | Forgalmi érmék      | Forgalmi érmék                                        | Forgalmi érmék                                                                                        | Forgalmi érmék | Forgalmi érmék |
| ---------------------------------------------- | -------------- | ------------------- | ------------------- | ------------------- | ------------------- | ----------------------------------------------------- | --- | --- | -------------- |
|                                                |                | 5/10 krajcár        | 17 mm               | 1,667 g             | Cu                  | sima                                                  | K·K·OESTERREICHISCHE SCHEIDEMÜNZE4, az Osztrák Császárság kiscímere                                   | Tölgykoszorú, értékjelzés, verési évszám | 1858.          |
|                                                |                | 1 krajczár          | 19 mm               | 3,333 g             | Cu                  | sima                                                  | K·K·OESTERREICHISCHE SCHEIDEMÜNZE4, az Osztrák Császárság kiscímere                                   | Tölgykoszorú, értékjelzés, verési évszám | 1858.          |
|                                                |                | 10 krajczár         | 18 mm               | 1,667 g             | 400‰ Ag             |                                                       | FRANC·IOS·I·D·G·AVSTRIAE·IMPERATOR5, I. Ferenc József                                                 | HVNGAR·BOHEM·GAL·LOD·ILL·REX A·A·2, az Osztrák Császárság kiscímere, verési évszám, a címerpajzs helyén értékjelzés                                                | 1868.          |
|                                                |                | 20 krajczár         | 21 mm               | 2,667 g             | 500‰ Ag             |                                                       | FRANC·IOS·I·D·G·AVSTRIAE·IMPERATOR5, I. Ferenc József                                                 | HVNGAR·BOHEM·GAL·LOD·ILL·REX A·A·2, az Osztrák Császárság kiscímere, verési évszám, a címerpajzs helyén értékjelzés                                                | 1868.          |
|                                                |                | ¼ forint            | 23 mm               | 5,345 g             | 520‰ Ag             | VIRIBVS VNITIS6                                       | FRANC·IOS·I·D·G·AVSTRIAE·IMPERATOR5, I. Ferenc József                                                 | HVNGAR·BOHEM·GAL·LOD·ILL·REX A·A·2, az Osztrák Császárság kiscímere, értékjelzés, verési évszám                                                                    | 1867.          |
|                                                |                | 1 forint            | 29 mm               | 12,346 g            | 900‰ Ag             | VIRIBVS VNITIS6                                       | FRANC·IOS·I·D·G·AVSTRIAE·IMPERATOR5, I. Ferenc József                                                 | HVNGAR·BOHEM·GAL·LOD·ILL·REX A·A·2, az Osztrák Császárság kiscímere, értékjelzés, verési évszám                                                                    | 1867.          |
|                                                |                | 2 forint            | 36 mm               | 24,691 g            | 900‰ Ag             | VIRIBVS VNITIS6                                       | FRANC·IOS·I·D·G·AVSTRIAE·IMPERATOR5, I. Ferenc József                                                 | HVNGAR·BOHEM·GAL·LOD·ILL·REX A·A·2, az Osztrák Császárság kiscímere, értékjelzés, verési évszám                                                                    | 1867.          |
| Emlékérmék                                     |                |                     |                     |                     |                     |                                                       | | |                |
|                                                |                | 1 forint            | 29 mm               | 12,346 g            | 900‰ Ag             |                                                       | FRANC·IOS·I·D·G·AVSTRIAE·IMPERATOR5, I. Ferenc József                                                 | UPOMINKANA DOSAŽENOU KOLMOU HLOUBKU 1000 METRŮ7, ZUR ERINNERUNG AN DIE ERREICHTE SAIGERTEUFE VON 1000 METER8, PŘIBRAM, babérkoszorú, bányászjelvény, verési évszám | 1875.          |
|                                                |                | 2 forint            | 36 mm               | 24,691 g            | 900‰ Ag             | PRIMITIAE FODIN KUTTENB AB AERARIV ITERVM SVSCEPTARVM | FRANC·IOS·I·D·G·AVSTRIAE·IMPERATOR5, I. Ferenc József                                                 | ECCL·S·BARBARAE PATRONAE FODIN·KVTTENBERGENSIVM9, a Kutná Hora-i Szent Borbála katedrális, bányászcímer, értékjelzés, verési évszám                                | 1887.          |
| Lövésztallérok                                 |                |                     |                     |                     |                     |                                                       | | |                |
|                                                |                | 2 forint            | 36 mm               | 24,691 g            | 900‰ Ag             |                                                       | I. Ferenc József, tölgy- és babérkoszorú, címerkoszorú                                                | FEST FREISCHIESSEN VOM WIENER SCHÜTZEN VEREIN10, kétfejű sas Bécs címerével és a császári koronával, értékjelzés, verési évszám                                    | 1873.          |
|                                                |                | 2 forint            | 36 mm               | 24,691 g            | 900‰ Ag             |                                                       | UEB AUG UND HAND FUER'S VATERLAND11, Ausztria (álló) és Bécs (ülő) allegorikus alakjai, verési évszám | I. OESTERREICHISCHES BUNDESSCHIESSEN12, az Osztrák Császárság kiscímere, címerkoszorú                                                                              | 1880.          |
|                                                |                | 2 forint            | 36 mm               | 24,691 g            | 900‰ Ag             |                                                       | MAXIMILIAN:RŒM:KAISER:ERZH:Z:Œ:G:V:TIROL13, I. Miksa számszeríjjal                                    | ZWEITES:ŒSTERR:BVNDESSCHIESSEN:INNSBRVCK14, császári sas, verési évszám                                                                                            | 1885.          |
|                                                |                | 2 forint            | 36 mm               | 24,691 g            | 900‰ Ag             |                                                       | I. Ferenc József hegyivadász öltözékben                                                               | 3. OESTERREICH. BUNDESSCHIESSEN IN GRAZ15, Graz oroszlános címere, verési évszám                                                                                   | 1889.          |
| Kereskedelmi érmék                             |                |                     |                     |                     |                     |                                                       | | |                |
|                                                |                | 4 forint / 10 frank | 19 mm               | 3,226 g             | 900‰ Au             | Recés                                                 | FRANCISCVS·IOSEPHVS·I·D·G·IMPERATOR·ET·REX·16, I. Ferenc József, verdejegy                            | IMPERIVM AVSTRIACVM17, az Osztrák Császárság kiscímere, értékjelzés, verési évszám                                                                                 | 1870.          |
|                                                |                | 8 forint / 20 frank | 21 mm               | 6,452 g             | 900‰ Au             | Recés                                                 | FRANCISCVS·IOSEPHVS·I·D·G·IMPERATOR·ET·REX·16, I. Ferenc József, verdejegy                            | IMPERIVM AVSTRIACVM17, az Osztrák Császárság kiscímere, értékjelzés, verési évszám                                                                                 | 1870.          |
| A képeken 2,5 pixel felel meg 1 milliméternek. |                |                     |                     |                     |                     |                                                       | | |                |

## Magyarországi veretek

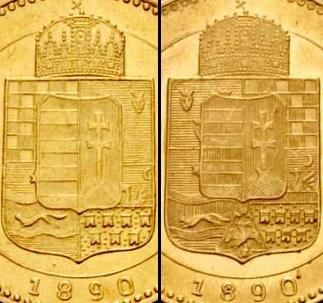
Az érméken 1890-től jelenik meg Fiume címerével a középcímer.

Verésüket az 1868. évi VII. törvény rendelte el és szabályozta. 1868-tól csak az egy-, négy-, tíz- és húszkrajcárosokat, az egyforintosokat és a dukátokat („aranyakat”) kezdték verni, ezeken a kiscímer szerepelt. Négykrajcárost csak 1868-ban vertek. A négy- és nyolcforintos aranyak verését az 1868. évi VII. törvényt módosító 1869. évi XII. törvény rendelte el, mely egyúttal a középcímer ábrázolását is előírta a kiscímer helyett (a középcímer 1890-től kiegészült Fiume címerével, így a veretés idejétől függően három címerváltozat fordul elő az érméken). Az aranypénzek verésének célja az aranyalapra való áttérés előkészítése volt, de annak bevezetéséig nem minősültek törvényes fizetőeszköznek, elfogadásuk alku tárgyát képezte. A félkrajcárosok verését az 1878. évi VI. törvény rendelte el, műszaki paramétereiről és külleméről az 1879. évi XXIV. törvény rendelkezett, de ezt az érmét kizárólag 1882-es évszámmal verték. Mivel a rézpénzek nem minősültek értékpénznek, verésüket minden alkalommal külön törvény rendelte el.
Az egyetlen korabeli emlékérmét a selmecbányai II. József altárna megnyitására verték, az érme (és különösen arany próbaverete) igen ritka.
Az érméket eleinte két pénzverdében verték: Körmöcbányán (verdejegy: KB) és Gyulafehérvárott (verdejegy: GyF), utóbbit 1871-ben bezárták. Ettől fogva 1918-ig az összes magyarországi veret a körmöcbányai verdében készült.
Numizmatikai szempontból megemlítendő, hogy a krajcárok közül ritka a négyes gyulafehérvári verete, az első és második típusú tízes, illetve az 1868-as veretű, első és harmadik típushoz tartozó húszasok. A forintok közül ritkán bukkan fel az 1892-es tízes és szintén ritka az 1891-es húszas Fiume címere nélküli változata. A dukátok közül az 1870-es unikum, de a későbbi veretek is ritkák.
| Kép                                            | Kép            | Névérték            | Műszaki paraméterek | Műszaki paraméterek | Műszaki paraméterek | Leírás                     | Leírás                                                                               | Leírás                                                                              | Dátumok        |
| Előlap                                         | Hátlap         | Névérték            | Átmérő              | Tömeg               | Összetétel          | Perem                      | Előlap                                                                               | Hátlap                                                                              | Első veret     |
| Forgalmi érmék                                 | Forgalmi érmék | Forgalmi érmék      | Forgalmi érmék      | Forgalmi érmék      | Forgalmi érmék      | Forgalmi érmék             | Forgalmi érmék                                                                       | Forgalmi érmék                                                                      | Forgalmi érmék |
| ---------------------------------------------- | -------------- | ------------------- | ------------------- | ------------------- | ------------------- | -------------------------- | ------------------------------------------------------------------------------------ | ----------------------------------------------------------------------------------- | -------------- |
|                                                |                | 5/10 krajczár       | 17 mm               | 1,667 g             | Cu                  | sima                       | MAGYAR KIRÁLYI VÁLTÓ PÉNZ, középcímer                                                | Tölgykoszorú, értékjelzés, verési évszám, verdejegy                                 | 1882.          |
|                                                |                | 1 krajczár          | 19 mm               | 3,333 g             | Cu                  | sima                       | MAGYAR KIRÁLYI VÁLTÓ PÉNZ, angyalos kiscímer                                         | Tölgykoszorú, értékjelzés, verési évszám, verdejegy                                 | 1868.          |
|                                                |                | 1 krajczár          | 19 mm               | 3,333 g             | Cu                  | sima                       | MAGYAR KIRÁLYI VÁLTÓ PÉNZ, középcímer                                                | Tölgykoszorú, értékjelzés, verési évszám, verdejegy                                 | 1878.          |
|                                                |                | 1 krajczár          | 19 mm               | 3,333 g             | Cu                  | sima                       | MAGYAR KIRÁLYI VÁLTÓ PÉNZ, középcímer (Fiume címerével)                              | Tölgykoszorú, értékjelzés, verési évszám, verdejegy                                 | 1891.          |
|                                                |                | 4 krajczár          | 27 mm               | 13,333 g            | Cu                  | sima                       | MAGYAR KIRÁLYI VÁLTÓ PÉNZ, angyalos kiscímer                                         | Tölgykoszorú, értékjelzés, verési évszám, verdejegy                                 | 1868.          |
|                                                |                | 10 krajczár         | 18 mm               | 1,667 g             | 400‰ Ag             |                            | FERENCZ JÓZSEF A. CSÁSZÁR MAGYARORSZÁG AP. KIRÁLYA18, I. Ferenc József               | VÁLTÓ PÉNZ, értékjelzés, verési évszám, verdejegy                                   | 1867.          |
|                                                |                | 10 krajczár         | 18 mm               | 1,667 g             | 400‰ Ag             |                            | FERENCZ JÓZSEF A. CSÁSZÁR MAGYARORSZÁG AP. KIRÁLYA18, I. Ferenc József, verdejegy    | VÁLTÓ PÉNZ, értékjelzés, verési évszám                                              | 1868.          |
|                                                |                | 10 krajczár         | 18 mm               | 1,667 g             | 400‰ Ag             |                            | FERENCZ JÓZSEF A. CSÁSZÁR MAGYARORSZÁG AP. KIRÁLYA18, I. Ferenc József, verdejegy    | MAGYAR KIRÁLYI VÁLTÓ PÉNZ, értékjelzés, verési évszám                               | 1868.          |
|                                                |                | 10 krajczár         | 18 mm               | 1,667 g             | 400‰ Ag             |                            | FERENCZ JÓZSEF I.K.A.CS. ÉS M.H.S.D.O.AP.KIR.19, I. Ferenc József, verdejegy         | VÁLTÓ PÉNZ, értékjelzés, verési évszám                                              | 1868.          |
|                                                |                | 20 krajczár         | 21 mm               | 2,667 g             | 500‰ Ag             |                            | FERENCZ JÓZSEF A. CSÁSZÁR MAGYARORSZÁG AP. KIRÁLYA18, I. Ferenc József, verdejegy    | VÁLTÓ PÉNZ, értékjelzés, verési évszám                                              | 1868.          |
|                                                |                | 20 krajczár         | 21 mm               | 2,667 g             | 500‰ Ag             |                            | FERENCZ JÓZSEF A. CSÁSZÁR MAGYARORSZÁG AP. KIRÁLYA18, I. Ferenc József, verdejegy    | MAGYAR KIRÁLYI VÁLTÓ PÉNZ, értékjelzés, verési évszám                               | 1868.          |
|                                                |                | 20 krajczár         | 21 mm               | 2,667 g             | 500‰ Ag             |                            | FERENCZ JÓZSEF I.K.A.CS. ÉS M.H.S.D.O.AP.KIR.19, I. Ferenc József, verdejegy         | VÁLTÓ PÉNZ, értékjelzés, verési évszám                                              | 1868.          |
|                                                |                | 1 forint            | 29 mm               | 12,346 g            | 900‰ Ag             | BIZALMAM AZ ŐSI ERÉNYBEN20 | FERENCZ JÓZSEF A. CSÁSZÁR21, I. Ferenc József, verdejegy                             | MAGYAR ORSZÁG AP. KIRÁLYA22, angyalos kiscímer, értékjelzés, verési évszám          | 1868.          |
|                                                |                | 1 forint            | 29 mm               | 12,346 g            | 900‰ Ag             | BIZALMAM AZ ŐSI ERÉNYBEN20 | FERENCZ JÓZSEF I.K.A.CS. ÉS M.H.S.D.O.AP.KIR.19, I Ferenc József, verdejegy          | MAGYAR KIRÁLYSÁG, középcímer, értékjelzés, verési évszám                            | 1870.          |
|                                                |                | 1 forint            | 29 mm               | 12,346 g            | 900‰ Ag             | BIZALMAM AZ ŐSI ERÉNYBEN20 | FERENCZ JÓZSEF I.K.A.CS. ÉS M.H.S.D.O.AP.KIR.19, I Ferenc József, verdejegy          | MAGYAR KIRÁLYSÁG, barokkos középcímer, értékjelzés, verési évszám                   | 1882.          |
|                                                |                | 1 forint            | 29 mm               | 12,346 g            | 900‰ Ag             | BIZALMAM AZ ŐSI ERÉNYBEN20 | FERENCZ JÓZSEF I.K.A.CS. ÉS M.H.S.D.O.AP.KIR.19, I Ferenc József, verdejegy          | MAGYAR KIRÁLYSÁG, barokkos középcímer (Fiume címerével), értékjelzés, verési évszám | 1890.          |
| Emlékérme                                      |                |                     |                     |                     |                     |                            |                                                                                      |                                                                                     |                |
|                                                |                | 1 forint            | 29 mm               | 12,346 g            | 900‰ Ag             |                            | FERENCZ JÓZSEF I.K.A.CS. ÉS M.H.S.D.O.AP.KIR.19, I Ferenc József, verdejegy          | II·JÓZSEF NEVŰ ALTÁRNA SELMECZBÁNYÁN, 1782–1878                                     | 1878.          |
| Kereskedelmi érmék                             |                |                     |                     |                     |                     |                            |                                                                                      |                                                                                     |                |
|                                                |                | 4 forint / 10 frank | 19 mm               | 3,226 g             | 900‰ Au             | Recés                      | FERENCZ JÓZSEF I.K.A.CS. ÉS M.H.S.D.O.AP.KIR.15, I. Ferenc József, verdejegy         | MAGYAR KIRÁLYSÁG, középcímer, értékjelzés, verési évszám                            | 1870.          |
|                                                |                | 4 forint / 10 frank | 19 mm               | 3,226 g             | 900‰ Au             | Recés                      | FERENCZ JÓZSEF I.K.A.CS. ÉS M.H.S.D.O.AP.KIR., I. Ferenc József (idősebb), verdejegy | MAGYAR KIRÁLYSÁG, középcímer, értékjelzés, verési évszám                            | 1880.          |
|                                                |                | 4 forint / 10 frank | 19 mm               | 3,226 g             | 900‰ Au             | Recés                      | FERENCZ JÓZSEF I.K.A.CS. ÉS M.H.S.D.O.AP.KIR., I. Ferenc József (idősebb), verdejegy | MAGYAR KIRÁLYSÁG, középcímer (Fiume címerével), értékjelzés, verési évszám          | 1890.          |
|                                                |                | 8 forint / 20 frank | 21 mm               | 6,452 g             | 900‰ Au             | Recés                      | FERENCZ JÓZSEF I.K.A.CS. ÉS M.H.S.D.O.AP.KIR., I. Ferenc József, verdejegy           | MAGYAR KIRÁLYSÁG, középcímer, értékjelzés, verési évszám                            | 1870.          |
|                                                |                | 8 forint / 20 frank | 21 mm               | 6,452 g             | 900‰ Au             | Recés                      | FERENCZ JÓZSEF I.K.A.CS. ÉS M.H.S.D.O.AP.KIR., I. Ferenc József (idősebb), verdejegy | MAGYAR KIRÁLYSÁG, középcímer, értékjelzés, verési évszám                            | 1880.          |
|                                                |                | 8 forint / 20 frank | 21 mm               | 6,452 g             | 900‰ Au             | Recés                      | FERENCZ JÓZSEF I.K.A.CS. ÉS M.H.S.D.O.AP.KIR., I. Ferenc József (idősebb), verdejegy | MAGYAR KIRÁLYSÁG, középcímer (Fiume címerével), értékjelzés, verési évszám          | 1890.          |
| A képeken 2,5 pixel felel meg 1 milliméternek. |                |                     |                     |                     |                     |                            |                                                                                      |                                                                                     |                |

## Közös veret
1879-ben I. Ferenc József és Erzsébet ezüstlakodalma alkalmából emlék kétforintost adtak ki, melyen a peremirat kétnyelvű, ezért közös kiadásúnak tekinthető.
| Kép                                            | Kép                | Névérték           | Műszaki paraméterek | Műszaki paraméterek | Műszaki paraméterek | Leírás                         | Leírás                                                                                                | Leírás | Dátumok            |
| Előlap                                         | Hátlap             | Névérték           | Átmérő              | Tömeg               | Összetétel          | Perem                          | Előlap                                                                                                | Hátlap | Első veret         |
| Forgalmi emlékérme                             | Forgalmi emlékérme | Forgalmi emlékérme | Forgalmi emlékérme  | Forgalmi emlékérme  | Forgalmi emlékérme  | Forgalmi emlékérme             | Forgalmi emlékérme                                                                                    | Forgalmi emlékérme                                                                                             | Forgalmi emlékérme |
| ---------------------------------------------- | ------------------ | ------------------ | ------------------- | ------------------- | ------------------- | ------------------------------ | --- | --- | ------------------ |
|                                                |                    | 2 forint           | 36 mm               | 24,691 g            | 900‰ Ag             | ZWEI GVLDEN23 XLV24 KÉT FORINT | *FRANC•IOS•I•D•G•AVSTR•IMP• ET•HUNG•REX•AP•25 *ELISABETHA•IMP•ET•REG•26, I. Ferenc József és Erzsébet | *QVINTVM•MATRIMONII•LVSTRVM•CELEBRANT •XXIV•APRILIS•MDCCCLXXIX27, ülő Fortuna kormánylapáttal és bőségszaruval | 1879.              |
| A képeken 2,5 pixel felel meg 1 milliméternek. |                    |                    |                     |                     |                     |                                | | |                    |

### Magyarul
- Dr. Unger Emil. Magyar éremhatározó. Ajtósi Dürer Kiadó, Budapest (1997). ISBN 963-8314-09-5
- Garami Erika. Pénztörténet. TAS Kiadó, Budapest (2007). ISBN 978-963-86705-4-0

### Németül
- Austria Netto Katalog Österreich - Münzkatalog 2008 (Münzen ab 1780 mit Banknoten ab 1759) [ANK Ausztria Érmekatalógus 2008 (érmék 1780-tól, bankjegyek 1759-től)]. Netto-Marktpreiskatalog „Austria", Wien (2008). ISBN 3-901678-97-2